# Merriam (Kansas)
Pour les articles homonymes, voir Merriam.
Merriam est une municipalité américaine située dans le comté de Johnson au Kansas. Lors du recensement de 2010, sa population est de 11 003 habitants.

## Géographie
Merriam fait partie de l'aire métropolitaine de Kansas City.
Selon le Bureau du recensement des États-Unis, la municipalité s'étend en 2010 sur une superficie de 4,32 milles carrés (11,19 km2), exclusivement des terres.

## Histoire
Dans les années 1920 et 1930, les Shawnees de l'Ohio et du Missouri sont déplacés vers le Kansas. Ils sont alors accompagnés de Quakers qui fondent une mission en 1836 sur le territoire de Merriam. En 1846, David Gee Campbell achète des terres aux amérindiens et y installe son domicile en 1864, près de la Turkey Creek. La localité prend le nom de Campbellton.
Dans les années qui suivent l'arrivée du chemin de fer, en 1870, la ville est renommée en l'honneur de Charles Merriam, trésorier du Kansas City, Fort Scott and Gulf Railroad. Elle devient un lieu de villégiature pour les habitants de Kansas City, notamment après l'ouverture du parc d'attractions de Merriam Park en 1880, qui accueille jusqu'à 20 000 visiteurs par jour. Le parc ferme ses portes vers 1900 mais le Hocker Grove Park lui succède le long du tramway,.
Merriam devient une municipalité en 1950. Elle compte aujourd'hui deux lieux inscrits au Registre national des lieux historiques :
- le quartier historique de Lommis, qui comprend quatre monuments représentatifs du passage d'une communauté rurale des années 1880 à une banlieue résidentielle du milieu du XXe siècle[4] ;
- la maison Walker (Lot K Spec House), construite vers 1910 par le promoteur Richard Weaver Hocker dans un style typique du développement des banlieues résidentielles de Kansas City[3].

## Démographie
La population de Merriam est estimée à 11 212 habitants au 1er juillet 2017.
| Groupe          | Merriam (2016) | Kansas (2017) | États-Unis (2017) |
| --------------- | -------------- | ------------- | ----------------- |
| Blancs          | 84,0           | 86,5          | 76,6              |
| Afro-Américains | 7,9            | 6,2           | 13,4              |
| Métis           | 4,1            | 3,0           | 2,7               |
| Asiatiques      | 2,9            | 3,1           | 5,8               |
| Amérindiens     | 0,2            | 1,2           | 1,3               |
|                 |                |               |                   |
| Hispaniques     | 8,6            | 11,9          | 18,1              |

Le revenu par habitant était en moyenne de 31 529 dollars par an entre 2012 et 2016, supérieur à la moyenne du Kansas (28 478 dollars) et à la moyenne nationale (29 829 dollars). Sur cette même période, 8,3 % des habitants de Merriam vivaient sous le seuil de pauvreté (contre 12,1 % dans l'État et 12,7 % à l'échelle des États-Unis).